# Anthanassa fulviplaga
Anthanassa fulviplaga är en fjärilsart som beskrevs av Butler 1872. Anthanassa fulviplaga ingår i släktet Anthanassa och familjen praktfjärilar. Inga underarter finns listade i Catalogue of Life.